# Az Alpesi őrjárat epizódjainak listája
Ez a cikk az Alpesi őrjárat című sorozat epizódjait listázza.

## Évados áttekintés
| Évad | Évad | Epizódok | Eredeti sugárzás     | Eredeti sugárzás   | Eredeti adó        | Magyar sugárzás     | Magyar sugárzás  | Magyar adó |
| Évad | Évad | Epizódok | Évadpremier          | Évadfinálé         | Eredeti adó        | Évadpremier         | Évadfinálé       | Magyar adó |
| ---- | ---- | -------- | -------------------- | ------------------ | ------------------ | ------------------- | ---------------- | ---------- |
|      | 1    | 12       | 2011. április 10.    | 2011. május 17.    |                    | 2013. április 14.   | 2013. június 30. |            |
|      | 2    | 14       | 2012. október 14.    | 2012. november 29. | 2016. február 25.  | 2016. március 21.   |                  |            |
|      | 3    | 18       | 2015. január 8.      | 2015. március 16.  | 2016. március 22.  | 2016. április 18.   |                  |            |
|      | 4    | 18       | 2017. január 17.     | 2017. március 21.  | 2017. október 29.  | 2018. április 22.   |                  |            |
|      | 5    | 10       | 2019. szeptember 12. | 2019. november 14. | 2021. április 15.  | 2021. május 13.     |                  |            |
|      | 6    | 8        | 2021. április 1.     | 2021. május 20.    | 2022. január 25.   | 2022. május 24.     |                  |            |
|      | 7    | 8        | 2023. március 30.    | 2023. május 8.     | 2024. augusztus 8. | 2024. augusztus 30. |                  |            |
|      | 8    | 6        | 2025. január 9.      | 2025. február 20.  |                    |                     |                  |            |

## 1. évad (2011)
| Sor. | Év. | Cím                                            | Rendező        | Író                                           | Premier                             | Nézettség |
| ---- | --- | ---------------------------------------------- | -------------- | --------------------------------------------- | ----------------------------------- | --------- |
| 1.   | 1.  | Farkas lélek (Lo spirito del lupo)             | Enrico Oldoini | Mario Ruggeri                                 | 2011. április 10. 2013. április 14. | 6 289 000 |
| 2.   | 2.  | A malom kísértete (Il fantasma del mulino)     | Enrico Oldoini | Mario Ruggeri                                 | 2011. április 10. 2013. április 21. | 5 671 000 |
| 3.   | 3.  | A szent napja (Il giorno del santo)            | Enrico Oldoini | Francesca De Michelis                         | 2011. április 17. 2013. április 28. | 6 528 000 |
| 4.   | 4.  | Tűzpróba (La prova del fuoco)                  | Enrico Oldoini | Luisa Cotta Ramosino                          | 2011. április 17. 2013. május 5.    | 5 708 000 |
| 5.   | 5.  | A mérgezett őzgerinc (Il capriolo avvelenato)  | Enrico Oldoini | Debora Alessi és Enrico Oldoini               | 2011. április 24. 2013. május 12.   | 5 742 000 |
| 6.   | 6.  | Kincsvadászat (Caccia al tesoro)               | Enrico Oldoini | Luisa Cotta Ramosino                          | 2011. április 24. 2013. május 19.   | 5 466 000 |
| 7.   | 7.  | A tó rejtélye (Salvato dalle acque)            | Enrico Oldoini | Luisa Cotta Ramosino                          | 2011. május 2. 2013. május 26.      | 6 434 000 |
| 8.   | 8.  | Ugrás az életért (Un salto nel vuoto)          | Enrico Oldoini | Francesca De Michelis                         | 2011. május 2. 2013. június 2.      | 5 682 000 |
| 9.   | 9.  | Taviszörny (Il mostro del lago)                | Enrico Oldoini | Francesca De Michelis és Luisa Cotta Ramosino | 2011. május 9. 2013. június 9.      | 6 613 000 |
| 10.  | 10. | Méhkirálynő (L'ape regina)                     | Enrico Oldoini | Andrea Valagussa                              | 2011. május 9. 2013. június 16.     | 5 967 000 |
| 11.  | 11. | A sas röpte (Il volo dell'aquila)              | Enrico Oldoini | Mario Ruggeri                                 | 2011. május 17. 2013. június 23.    | 5 771 000 |
| 12.  | 12. | Az óriás könnycseppje (La lacrima del gigante) | Enrico Oldoini | Mario Ruggeri                                 | 2011. május 17. 2013. június 30.    | 5 331 000 |

## 2. évad (2012)
| Sor. | Év. | Cím                                            | Rendező             | Író                                                  | Premier                                 | Nézettség |
| ---- | --- | ---------------------------------------------- | ------------------- | ---------------------------------------------------- | --------------------------------------- | --------- |
| 13.  | 1.  | Könnyű prédák (Facili prede)                   | Riccardo Donna      | Salvatore Basile                                     | 2012. október 14. 2016. február 25-26.  | 6 871 000 |
| 14.  | 2.  | A vér szava (Il richiamo del sangue)           | Riccardo Donna      | Francesco Arlanch, Mario Ruggeri és Andrea Valagussa | 2012. október 18. 2016. február 29.     | 6 813 000 |
| 15.  | 3.  | A féltékenység csírája (Il seme della gelosia) | Riccardo Donna      | Francesco Arlanch és Luisa Cotta Ramosino            | 2012. október 18. 2016. március 1.      | 6 494 000 |
| 16.  | 4.  | Férfiösztön (L'istinto dell'uomo)              | Riccardo Donna      | Debora Alessi                                        | 2012. október 25. 2016. március 2.      | 6 384 000 |
| 17.  | 5.  | Felhők között (Tra le nuvole)                  | Riccardo Donna      | Carlo Mazzotta                                       | 2012. október 25. 2016. március 3.      | 5 852 000 |
| 18.  | 6.  | A halász meséje (La leggenda del pescatore)    | Riccardo Donna      | Salvatore Basile                                     | 2012. november 1. 2016. március 4.      | 6 639 000 |
| 19.  | 7.  | Szabálytalan start (Falsa partenza)            | Riccardo Donna      | Carlo Mazzotta                                       | 2012. november 1. 2016. március 7.      | 6 307 000 |
| 20.  | 8.  | Elvágva a világtól (Fuori dal mondo)           | Riccardo Donna      | Carlo Mazzotta                                       | 2012. november 8. 2016. március 8.      | 7 037 000 |
| 21.  | 9.  | Az új út (La nuova via)                        | Riccardo Donna      | Carlo Mazzotta                                       | 2012. november 8. 2016. március 9.      | 6 192 000 |
| 22.  | 10. | A zene csendje (Musica silenziosa)             | Salvatore Basile    | Debora Alessi                                        | 2012. november 15. 2016. március 10.    | 7 303 000 |
| 23.  | 11. | Az ördög árnyéka (L'ombra del diavolo)         | Salvatore Basile    | Salvatore Basile                                     | 2012. november 15. 2016. március 11.    | 6 449 000 |
| 24.  | 12. | Életek függőben (Vite sospese)                 | Salvatore Basile    | Francesco Arlanch és Luisa Cotta Ramosino            | 2012. november 22. 2016. március 16.    | 7 303 000 |
| 25.  | 13. | A menekülés (La fuga)                          | Salvatore Basile    | Salvatore Basile                                     | 2012. november 22. 2016. március 17.    | 6 891 000 |
| 26.  | 14. | Kiszabadítalak (Io ti salverò)                 | Jan Maria Michelini | Salvatore Basile                                     | 2012. november 29. 2016. március 18-21. | 7 693 000 |

## 3. évad (2015)
| Sor. | Év. | Cím                                                   | Rendező             | Író                                                                 | Premier                                | Nézettség |
| ---- | --- | ----------------------------------------------------- | ------------------- | ------------------------------------------------------------------- | -------------------------------------- | --------- |
| 27.  | 1.  | A csillagok gyermeke (Il figlio delle stelle)         | Monica Vullo        | Mario Ruggeri                                                       | 2015. január 8. 2016. március 22-23.   | n/a       |
| 28.  | 2.  | Szívbéli jóbarátok (Amici per la pelle)               | Monica Vullo        | Umberto Gnoli                                                       | 2015. január 15. 2016. március 24.     | 7 166 000 |
| 29.  | 3.  | A legjobb (Il migliore)                               | Monica Vullo        | Luca Monesi és Mario Ruggeri                                        | 2015. január 15. 2016. március 25.     | 6 867 000 |
| 30.  | 4.  | A ragadozó (Il predatore)                             | Monica Vullo        | Umberto Gnoli                                                       | 2015. január 22. 2016. március 28.     | 6 886 000 |
| 31.  | 5.  | A fák méltó nyughelye (Il giusto riposo degli alberi) | Monica Vullo        | Leonardo Marini                                                     | 2015. január 22. 2016. március 29.     | 6 527 000 |
| 32.  | 6.  | Hajtóvadászat (Caccia all'uomo)                       | Monica Vullo        | Francesco Balletta, Francesco Arlanch és Luisa Cotta Ramosino       | 2015. január 29. 2016. március 30.     | 7 502 000 |
| 33.  | 7.  | Élve eltemetve (Sepolta viva)                         | Monica Vullo        | Francesco Balletta és Andrea Valagussa                              | 2015. január 29. 2016. március 31.     | 6 844 000 |
| 34.  | 8.  | Az igazság ösvénye (Il sentiero della verità)         | Monica Vullo        | Mario Ruggeri, Luisa Cotta Ramosino és Luca Monesi                  | 2015. február 5. 2016. április 1.      | 7 397 000 |
| 35.  | 9.  | Mérgező hulladék (Il veleno dell'uomo)                | Jan Maria Michelini | Umberto Gnoli és Gabriele Cheli                                     | 2015. február 5. 2016. április 4.      | 6 927 000 |
| 36.  | 10. | Pietro eltűnése (La scomparsa di Pietro)              | Jan Maria Michelini | Carlo Mazzotta és Gabriele Cheli                                    | 2015. február 9. 2016. április 5.      | 7 350 000 |
| 37.  | 11. | A bika (ll toro)                                      | Jan Maria Michelini | Francesco Balletta, Gabriele Cheli és Mario Ruggeri                 | 2015. február 9. 2016. április 6.      | 7 101 000 |
| 38.  | 12. | Sötétedés után (Oltre il buio)                        | Jan Maria Michelini | Viola Rispoli és Mario Ruggeri                                      | 2015. február 19. 2016. április 7.     | 7 438 000 |
| 39.  | 13. | Piszkos pénzek (Soldi sporchi)                        | Jan Maria Michelini | Umberto Gnoli, Luisa Cotta Ramosino és Elena Santoro                | 2015. február 19. 2016. április 8.     | 7 037 000 |
| 40.  | 14. | Aliloke (Aliloke)                                     | Jan Maria Michelini | Leonardo Marini                                                     | 2015. február 26. 2016. április 11.    | 7 535 000 |
| 41.  | 15. | A Monguelfo kastély (Il castello di Monguelfo)        | Jan Maria Michelini | Luca Monesi és Andrea Valagussa                                     | 2015. február 26. 2016. április 12.    | 6 763 000 |
| 42.  | 16. | Távolsági hívások (Richiami lontani)                  | Jan Maria Michelini | Carlo Mazzotta, Cecilia Spera, Jan Maria Michelini és Mario Ruggeri | 2015. március 9. 2016. április 13.     | 6 900 000 |
| 43.  | 17. | Az élő legenda (La leggenda vivente)                  | Jan Maria Michelini | Luca Monesi, Gabriele Cheli és Mario Ruggeri                        | 2015. március 12. 2016. április 14.    | 6 093 000 |
| 44.  | 18. | Az igazi anya (La vera madre)                         | Jan Maria Michelini | Mario Ruggeri                                                       | 2015. március 16. 2016. április 15-18. | 7 403 000 |

## 4. évad (2017)
| Sor. | Év. | Cím                                         | Rendező             | Író                                                                  | Premier                                        | Nézettség |
| ---- | --- | ------------------------------------------- | ------------------- | -------------------------------------------------------------------- | ---------------------------------------------- | --------- |
| 45.  | 1.  | Az ördög álarca (La maschera del diavolo)   | Jan Maria Michelini | Mario Ruggeri                                                        | 2017. január 17. 2017. október 29-november 12. | 6 231 000 |
| 46.  | 2.  | Az ösvény hazafelé (Il sentiero verso casa) | Jan Maria Michelini | Mario Ruggeri                                                        | 2017. január 20. 2017. november 19.            | 5 887 000 |
| 47.  | 3.  | Meredek kihívás (Sfida verticale)           | Jan Maria Michelini | Umberto Gnoli                                                        | 2017. január 20. 2017. november 26.            | 5 627 000 |
| 48.  | 4.  | A vád (L'accusa)                            | Jan Maria Michelini | Umberto Gnoli                                                        | 2017. január 26. 2017. december 3.             | 5 871 000 |
| 49.  | 5.  | A csapda (La trappola)                      | Jan Maria Michelini | Francesco Balletta és Mario Ruggeri                                  | 2017. január 26. 2017. december 10.            | n/a       |
| 50.  | 6.  | A szent tűz (Il sacro fuoco)                | Jan Maria Michelini | Sofia Assirelli                                                      | 2017. február 2. 2018. január 7.               | n/a       |
| 51.  | 7.  | Szabad lelkek (Spiriti liberi)              | Jan Maria Michelini | Gabriele Cheli és Luca Monesi                                        | 2017. február 2. 2018. január 14.              | n/a       |
| 52.  | 8.  | Bukott angyalok (Oltre l'infinito)          | Jan Maria Michelini | Leonardo Marini és Umberto Gnoli                                     | 2017. február 16. 2018. január 21.             | n/a       |
| 53.  | 9.  | A tó lánya (La ragazza del lago)            | Jan Maria Michelini | Francesco Balletta                                                   | 2017. február 16. 2018. január 28.             | n/a       |
| 54.  | 10. | Csipkerózsika (La bella addormentata)       | Jan Maria Michelini | Sofia Assirelli                                                      | 2017. február 23. 2018. február 4.             | n/a       |
| 55.  | 11. | Az ártatlan áldozat (Preda innocente)       | Jan Maria Michelini | Francesco Balletta                                                   | 2017. február 23. 2018. február 11.            | n/a       |
| 56.  | 12. | A farkasember (L'uomo dei lupi)             | Jan Maria Michelini | Umberto Gnoli                                                        | 2017. március 2. 2018. február 18.             | n/a       |
| 57.  | 13. | Gyökerek (Radici)                           | Jan Maria Michelini | Andrea Valagussa, Luca Monesi és Mario Ruggeri                       | 2017. március 2. 2018. február 25.             | n/a       |
| 58.  | 14. | Vérségi kötelékek (Legami di sangue)        | Jan Maria Michelini | Luisa Cotta Ramosino, Elena Santoro, Anna Cherubini és Mario Ruggeri | 2017. március 7. 2018. március 4.              | n/a       |
| 59.  | 15. | Maró fájdalom (Il morso del dolore)         | Jan Maria Michelini | Leonardo Marini és Mario Ruggeri                                     | 2017. március 7. 2018. március 11.             | n/a       |
| 60.  | 16. | A választás (La scelta)                     | Jan Maria Michelini | Andrea Valagussa és Umberto Gnoli                                    | 2017. március 14. 2018. március 18.            | n/a       |
| 61.  | 17. | Halálos seb (Ferita mortale)                | Jan Maria Michelini | Francesco Balletta                                                   | 2017. március 14. 2018. március 25.            | n/a       |
| 62.  | 18. | Az ördög arca (Il volto del demone)         | Jan Maria Michelini | Mario Ruggeri                                                        | 2017. március 21. 2018. április 15-22.         | n/a       |

## 5. évad (2019)
| Sor. | Év. | Cím                                            | Rendező              | Író                                                                 | Premier                                     | Nézettség |
| ---- | --- | ---------------------------------------------- | -------------------- | ------------------------------------------------------------------- | ------------------------------------------- | --------- |
| 63.  | 1.  | A visszatérés (Il ritorno)                     | Jan Maria Michelini  | Paolo Marchesini és Mario Ruggeri                                   | 2019. szeptember 12. 2021. április 15-16.   | 4 333 000 |
| 64.  | 2.  | A gonosz gyökerei (Le radici del male)         | Raffaele Androsiglio | Paolo Marchesini és Mario Ruggeri                                   | 2019. szeptember 19. 2021. április 19-20.   | 3 889 000 |
| 65.  | 3.  | Mély sebek (Ferite profonde)                   | Raffaele Androsiglio | Francesco Balletta, Paolo Marchesini és Mario Ruggeri               | 2019. szeptember 26. 2021. április 21-22.   | 3 961 000 |
| 66.  | 4.  | Az óriás és a kisfiú (Il gigante e il bambino) | Cosimo Alema         | Paolo Marchesini és Mario Ruggeri                                   | 2019. október 3. 2021. április 23-26.       | 4 176 000 |
| 67.  | 5.  | Deva gyermekei (I figli di Deva)               | Cosimo Alema         | Paolo Marchesini, Mario Ruggeri és Elena Santoro                    | 2019. október 10. 2021. április 27-28.      | 4 361 000 |
| 68.  | 6.  | A múlt kísértetei (Fantasmi del passato)       | Cosimo Alema         | Paolo Marchesini és Mario Ruggeri                                   | 2019. október 17. 2021. április 29-május 3. | 4 281 000 |
| 69.  | 7.  | Tiszteld apádat (Onora il padre)               | Cosimo Alema         | Francesco Balletta, Paolo Marchesini és Mario Ruggeri               | 2019. október 24. 2021. május 4-5.          | 4 389 000 |
| 70.  | 8.  | A menekülés (La fuga)                          | Cosimo Alema         | Edoardo Gino, Francesco Balletta, Paolo Marchesini és Mario Ruggeri | 2019. október 31. 2021. május 6-7.          | 4 136 000 |
| 71.  | 9.  | A gyűlölet forrása (La sorgente dell'odio)     | Cosimo Alema         | Paolo Marchesini és Mario Ruggeri                                   | 2019. november 7. 2021. május 10-11.        | 4 407 000 |
| 72.  | 10. | A fiú (Il figlio)                              | Cosimo Alema         | Paolo Marchesini és Mario Ruggeri                                   | 2019. november 14. 2021. május 12-13.       | 4 966 000 |

## 6. évad (2021)
| Sor. | Év. | Cím                                                  | Rendező             | Író                                   | Premier                                     | Nézettség |
| ---- | --- | ---------------------------------------------------- | ------------------- | ------------------------------------- | ------------------------------------------- | --------- |
| 73.  | 1.  | A rejtélyes kislány (La bambina magica)              | Jan Maria Michelini | Mario Ruggeri                         | 2021. április 1. 2022. január 25-február 1. | 5 154 000 |
| 74.  | 2.  | Álmok és rögeszmék (Sogni e ossessioni)              | Jan Maria Michelini | Francesco Balletta és Umberto Gnoli   | 2021. április 8. 2022. február 8-22.        | 5 294 000 |
| 75.  | 3.  | A hegy oroszlánja (Il leone della montagna)          | Cosimo Alema        | Dario Sardelli és Mario Ruggeri       | 2021. április 15. 2022. március 1-8.        | 4 913 000 |
| 76.  | 4.  | Tetszhalál (Tanatosi)                                | Cosimo Alema        | Andrea Valagussa és Mario Ruggeri     | 2021. április 22. 2022. március 22-29.      | 4 952 000 |
| 77.  | 5.  | A férfi megszelídítése (La domesticazione dell'uomo) | Beniamino Catena    | Alberto Vignati és Umberto Gnoli      | 2021. április 29. 2022. április 5-12.       | 4 747 000 |
| 78.  | 6.  | A határ (Il confine)                                 | Beniamino Catena    | Edoardo Gino                          | 2021. május 6. 2022. április 19-26.         | 4 860 000 |
| 79.  | 7.  | Az órák ösvénye (Il sentiero delle ore)              | Beniamino Catena    | Alberto Vignati és Francesco Balletta | 2021. május 13. 2022. május 3-10.           | 5 015 000 |
| 80.  | 8.  | Könnyek az esőben (Lacrime nella pioggia)            | Beniamino Catena    | Mario Ruggeri                         | 2021. május 20. 2022. május 17-24.          | 5 246 000 |

## 7. évad (2023)
| Sor. | Év. | Cím                                 | Rendező          | Író                                   | Premier                                  | Nézettség |
| ---- | --- | ----------------------------------- | ---------------- | ------------------------------------- | ---------------------------------------- | --------- |
| 81.  | 1.  | A medveember (L'uomo degli Orsi)    | Enrico Ianniello | Mario Ruggeri                         | 2023. március 30. 2024. augusztus 8-9.   | 4 656 000 |
| 82.  | 2.  | Más magasságok (Altezze diverse)    | Enrico Ianniello | Mario Ruggeri                         | 2023. április 6. 2024. augusztus 12-13.  | 3 917 000 |
| 83.  | 3.  | Telivér (Purosangue)                | Laszlo Barbo     | Andrea Valagussa és Riccardo Galeazzi | 2023. április 13. 2024. augusztus 14-15. | 3 834 000 |
| 84.  | 4.  | Csak szeretetből (Solo per amore)   | Laszlo Barbo     | Elena Santoro                         | 2023. április 20. 2024. augusztus 16-19. | 3 658 000 |
| 85.  | 5.  | Gyökerek és ágak (Radici e rami)    | Laszlo Barbo     | Alberto Vignati                       | 2023. április 27. 2024. augusztus 21-22. | 4 061 000 |
| 86.  | 6.  | Szerelmi fészek (Nido d'amore)      | Laszlo Barbo     | Carlo Mazzotta                        | 2023. május 4. 2024. augusztus 23-26.    | 3 841 000 |
| 87.  | 7.  | A tó őrzője (Il guardiano del lago) | Enrico Ianniello | Edoardo Gino                          | 2023. május 7. 2024. augusztus 27-28.    | 3 604 000 |
| 88.  | 8.  | A végső igazság (L'ultima verità)   | Enrico Ianniello | Alessandro Sermoneta                  | 2023. május 8. 2024. augusztus 29-30.    | 4 294 000 |

## 8. évad (2025)
| Sor. | Év. | Cím                         | Rendező      | Író                            | Premier           | Nézettség |
| ---- | --- | --------------------------- | ------------ | ------------------------------ | ----------------- | --------- |
| 89.  | 1.  | L'uomo dei ghiacci          | Alexis Sweet | Mario Ruggeri és Elena Santoro | 2025. január 9.   | 4 247 000 |
| 90.  | 2.  | La malga dell'alba          | Alexis Sweet | Mario Ruggeri és Elena Santoro | 2025. január 16.  | 4 101 000 |
| 91.  | 3.  | La bella addormentata       | Alexis Sweet | Mario Ruggeri és Elena Santoro | 2025. január 23.  | 4 172 000 |
| 92.  | 4.  | Il figlio del cielo         | Laszlo Barbo | Mario Ruggeri és Elena Santoro | 2025. január 30.  | 3 917 000 |
| 93.  | 5.  | Il sentiero oltre le nuvole | Laszlo Barbo | Mario Ruggeri és Elena Santoro | 2025. február 6.  | 4 048 000 |
| 94.  | 6.  | La casa dei ricordi         | Laszlo Barbo | Mario Ruggeri és Elena Santoro | 2025. február 20. | 4 233 000 |